# Jessie Christiansen
Jessie L. Christiansen es una astrofísica e investigadora australiana. Es investigadora del Instituto de Ciencia Exoplanetaria, que forma parte del Centro de Análisis y Procesamiento Infrarrojo de la NASA. En 2018 ganó la medalla al logro excepcional de ingeniería de la NASA.

## Trayectoria
En el año 2002 Christiansen obtuvo su licenciatura en física y matemáticas en la Universidad de Griffith, terminó su maestría en la Universidad Nacional Australiana y realizó su doctorado en la Universidad de Nueva Gales del Sur bajo la supervisión del astrónomo Michael Ashley. Gran parte de la investigación para su tesis fue hecha en el Observatorio de Siding Spring. Una vez finalizado su doctorado, trabajó como investigadora en el Centro de astrofísica Harvard-Smithsonian, en Estados Unidos. Se unió a la misión Kepler como catalogadora de exoplanetas dentro del campo del satélite. Fue parte del equipo de planeación de la misión TESS, cuyo satélite fue lanzado el 18 de abril de 2018.
Christiansen hace uso de la colaboración por ciencia ciudadana para su búsqueda de exoplanetas usando los resultados públicos del Telescopio Kepler. Trabajó de la mano del profesor Ian Crossfield del Instituto de Tecnología de Massachusetts y en enero de 2018 se anunció el descubrimiento de 5 exoplanetas orbitando una estrella similar al Sol llamada K2-138. Además de sus investigaciones, ofrece pláticas al público sobre ciencia exoplanetaria y en el año 2018 ganó la medalla al logro excepcional de ingeniería de la NASA por su trabajo de un modelo de exoplaneta. Como divulgadora científica, apareció en el programa NASA Unexplained Files del canal Discovery Science. Ha escrito artículos para la revista científica New Scientist y la publicación Smithsonian del Instituto Smithsoniano. En 2015 fue parte de las firmantes de una carta de queja dirigida al diario The New York Times, que publicó un artículo sobre el caso de abuso sexual del astrónomo Geoffrey Marcy, que minimizaba el daño causado a las víctimas.